# ザ・ワールド・ビトウィーン・アス
『ザ・ワールド・ビトウィーン・アス』（英語: The World Between Us）は、フィリピンのテレビドラマ。2021年7月5日にGMAネットワークで初公開された。

## 登場人物
ルイシト「ルイ」・アスンシオン・リブラディージャ
演：アルデン・リチャードス
エミリア「リア」リブラディージャ
演：ジャスミン・カーティス・スミス
ブライアン・リブラディージャ
演：トム・ロドリゲス